# Yuka Katō

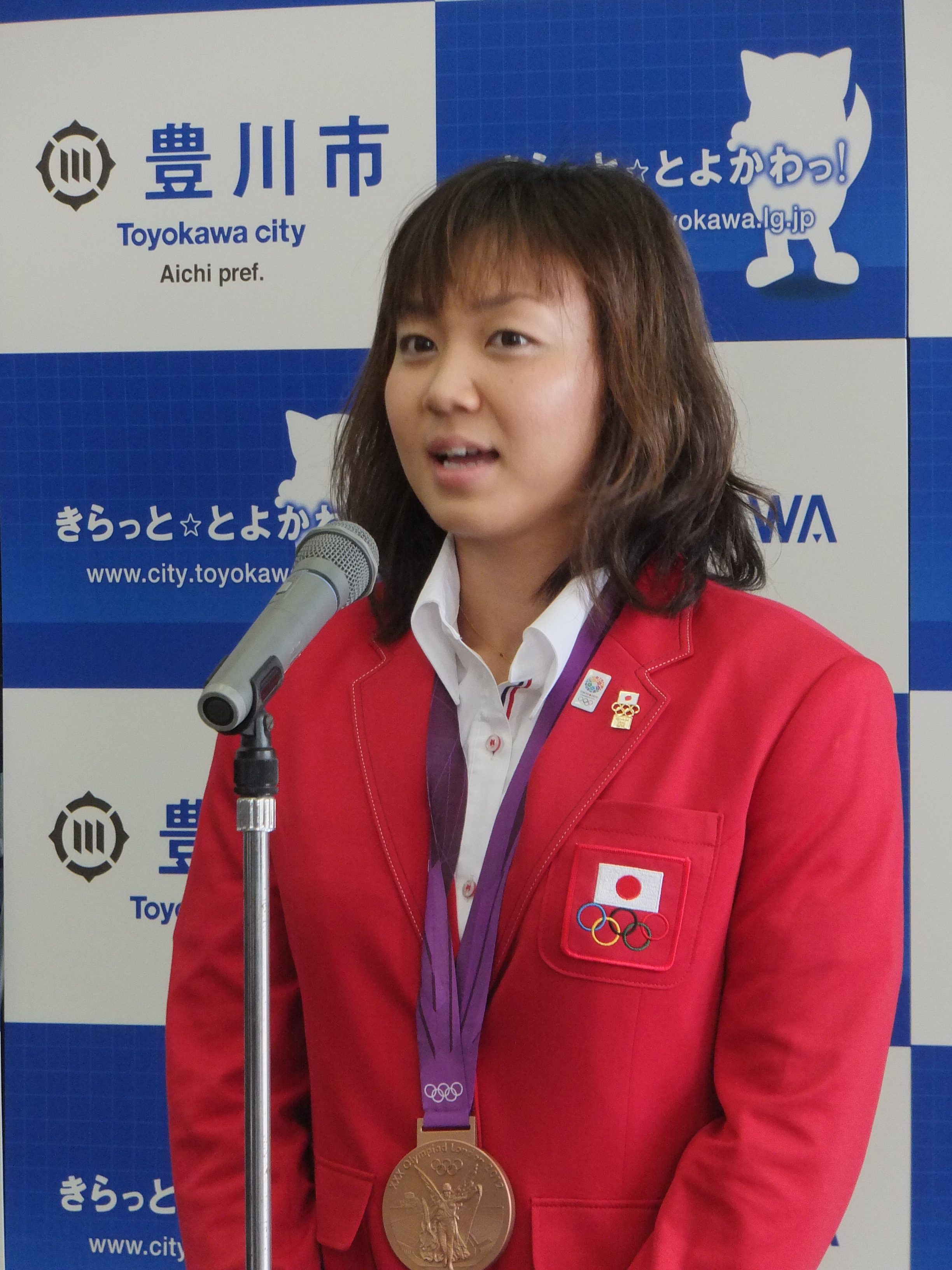
Yuka Katō (2012)

Yuka Katō (jap. 加藤 ゆか, Katō Yuka; * 30. Oktober 1986 in Toyokawa) ist eine ehemalige japanische Schwimmerin. Sie gewann eine olympische Bronzemedaille. Bei Asienspielen erkämpfte sie zweimal Silber und zweimal Bronze.

## Karriere
Die 1,58 Meter große Yuka Katō studierte an der Yamanashi-Gakuin-Universität.
Yuka Katō erschwamm ihre erste internationale Medaille bei den Asienspielen 2006 in Doha, wo sie Bronze über 50 Meter Schmetterling gewann. 2007 bei den Weltmeisterschaften in Melbourne schied die 4-mal-100-Meter-Freistilstaffel als 13. der Vorläufe aus. Über 50 Meter Schmetterling war Katō Zehnte im Halbfinale, zum Finaleinzug fehlten ihr sechs Hundertstelsekunden. Bei der Universiade 2007 in Bangkok wurde sie Zweite über 50 Meter Schmetterling und gewann mit der 4-mal-100-Meter-Lagenstaffel.
Bei den Olympischen Spielen in Peking schied Katō über 100 Meter Schmetterling als 23. der Vorläufe aus. Die Lagenstaffel unterbot mit Hanae Itō, Asami Kitagawa, Yuka Katō und Haruka Ueda die Vier-Minuten-Grenze und erreichte das Finale mit der sechstschnellsten Vorlaufzeit. Im Endlauf verbesserten Reiko Nakamura, Asami Kitagawa, Yuka Katō und Haruka Ueda den japanischen Rekord auf 3:59,54 Minuten und belegten den sechsten Rang mit über drei Sekunden Rückstand auf die Medaillenränge.
Bei den Weltmeisterschaften 2009 in Rom erreichte Katō das Halbfinale über 100 Meter Schmetterling und schied über 50 Meter Schmetterling im Vorlauf aus. Die 4-mal-100-Meter-Lagenstaffel mit Shiho Sakai, Nanaka Tamura, Yuka Katō und Haruka Ueda schwamm im Vorlauf mit 3:57,44 die zweitschnellste Zeit. Im Finale erreichten die Japanerinnen in 3:57,93 Minuten den siebten Platz. Im August 2010 bei den Pan Pacific Championships 2010 in Irvine wurde Katō Vierte über 50 Meter Schmetterling und Fünfte über 100 Meter Schmetterling. Die Lagenstaffel mit Aya Terakawa, Satomi Suzuki, Yuka Katō und Haruka Ueda belegte in 3:57,75 den dritten Platz hinter den Staffeln aus den Vereinigten Staaten und aus Australien. Drei Monate später bei den Asienspielen in Guangzhou gewann Yuka Katō die Bronzemedaille über 100 Meter Schmetterling und wurde Vierte über 200 Meter Schmetterling. Die Lagenstaffel mit Aya Terakawa, Satomi Suzuki, Yuka Katō und Haruka Ueda wurde Zweite mit 0,44 Sekunden Rückstand auf die Chinesinnen. Schließlich erschwamm Katō noch die Silbermedaille über 50 Meter Schmetterling mit 0,02 Sekunden Vorsprung vor der drittplatzierten Chinesin Lu Ying. 2011 bei den Weltmeisterschaften in Shanghai wurde Katō Sechste über 50 Meter Schmetterling und schied über 100 Meter Schmetterling im Halbfinale aus. Mit der Lagenstaffel erreichten Aya Terakawa, Satomi Suzuki, Yuka Katō und Yayoi Matsumoto in 3:57,84 Minuten den fünften Platz.
2012 gewann Katō die japanischen Meisterschaften über 50 Meter Schmetterling und schwamm über 100 Meter Schmetterling die schnellste Halbfinalzeit. Bei den Olympischen Spielen in London stand zunächst der Wettbewerb über 100 Meter Schmetterling auf dem Programm. Katō erreichte im Halbfinale die elftschnellste Zeit. In der Lagenstaffel erreichten Terakawa, Suzuki, Kato und Ueda den Endlauf mit der zweitbesten Vorlaufzeit von 3:57,87 Minuten. Im Finale gewann das Quartett aus den Vereinigten Staaten mit zwei Sekunden Vorsprung vor den Australierinnen. Mit 1,71 Sekunden Rückstand auf die Australierinnen und 0,30 Sekunden Vorsprung vor den Russinnen gewannen die vier Japanerinnen die Bronzemedaille in 3:55,73 Minuten. Ende 2013 beendete Yuka Katō ihre Laufbahn im Leistungssport.